# 냥코 대전쟁
《냥코 대전쟁》은 2014년 포노스에서 개발한 고양이들을 주인공으로 한 전략형 라인 디펜스 게임이다.

## 개요
2010년 포노스에서 피처폰 버전으로 냥코 대전쟁을 출시했다. 그 당시 포노스 직원의 수는 9명이었고, 그렇기 때문에 냥코들의 디자인은 누구나 쉽게 따라 그릴 수 있는 심플한 디자인이었다. 2년 후, 일본어판으로 아이폰에서 냥코대전쟁을 출시했다. 아이폰 버전은 초반에는 그리 큰 인기는 끌지 못했으나, 또다시 2년 후 안드로이드 버전부터 한국어판으로 냥코대전쟁이 출시하면서 큰 인기를 끌며 덩달아 아이폰 버전도 인기를 끌었다.

## 튜토리얼
세계를 정복하러 온 무적의 냥코들이 세상에 떴다는 스토리로 시작된다.
웅장한 노래와 지옥으로 추정되는 붉은 배경속에서 검은 몸체에 붉은 눈을 가진 냥코들이 등장한다.

## 플레이하는 방식
플레이하는 방식은 돈을 모아서 상대방인 멍뭉이나라와의 전투에 냥코 캐릭터들을 내보내어서 상대방의 성을 파괴하는 식이다.
시작화면에서 기본 캐릭터들을 모으고, 업그레이드하고, 퀘스트를 깨며 성장하여 결국 세계를 정복하는 방식이다. 이 외에도 여러 개의 다양한 이벤트들이 있고, 성 체력이나 돈모으는 속도같은 기초 아이템 또한 업그레이드가 가능하다. 그리고 캐릭터 중에 숨겨진 캐릭터도 있다.

## 같이 보기
- GOGO! 고양이 홉핑
- 멍뭉이대전쟁
- 네코대모험
- 둘이서! 냥코 대전쟁
- 냥코대도둑
- 포노스